# Genadio de Astorga
Genadio de Astorga, o popularmente San Genadio (El Bierzo ?, León, c. 865 - Peñalba de Santiago, hacia 936) fue un religioso benedictino, eremita, obispo de la diócesis de Astorga entre 899 y 920 y fundador de varios monasterios en el Bierzo.

## Vida

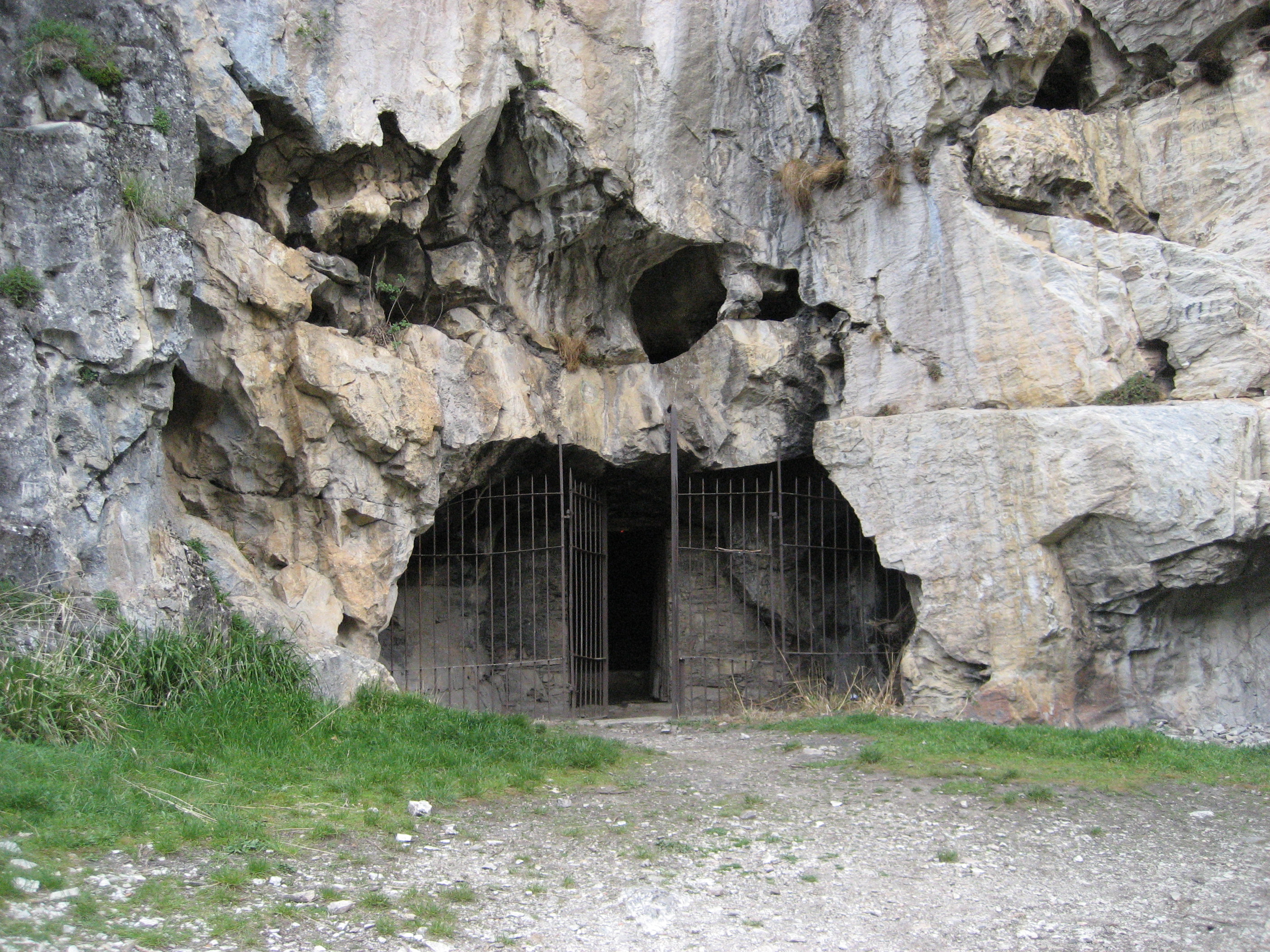
Cueva de San Genadio, situada en el Valle del Silencio

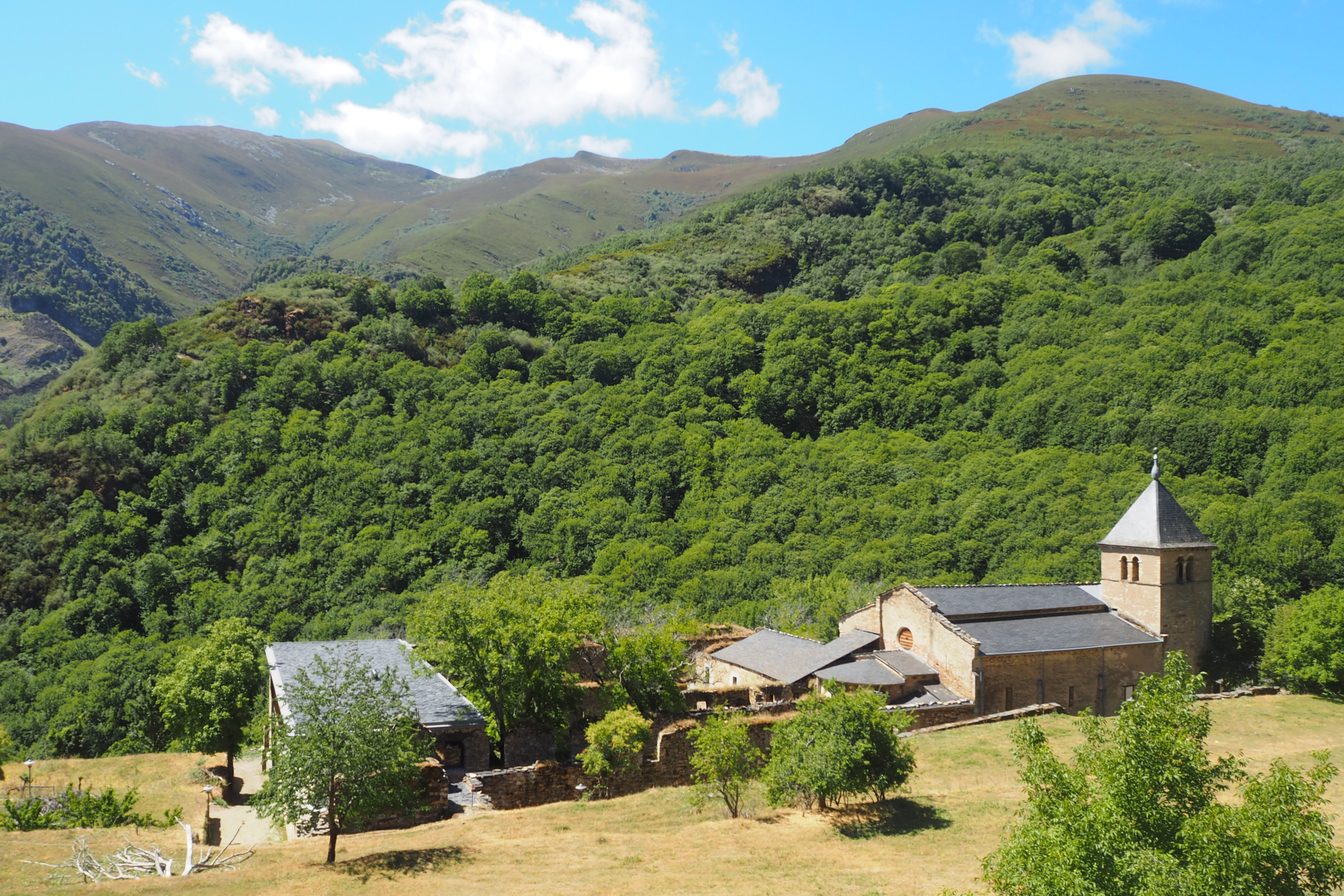
Monasterio de San Pedro de Montes, restaurado a finales del por San Genadio

Mencionado por algunos autores como sobrino de Ordoño I o como hijo de Alfonso III y Jimena de Asturias, fue un cenobita seguidor de San Fructuoso y San Valerio. En sus comienzos se formó en el Monasterio de Ageo (Ayoó de Vidriales) bajo la tutela de su abad Arandiselo, y fue allí donde conoció la obra de estos santos. Posteriormente, hacia 895, decidió restaurar el monasterio benedictino de San Pedro de Montes, ubicado en los Montes Aquilianos, en el que también habían residido San Fructuoso y San Valerio.
Tras su restauración, en 898 el obispo de Astorga Ranulfo le nombró abad del monasterio. En 899, a instancias de Alfonso III, sucedió a Ranulfo al frente de la diócesis «más bien por obediencia al príncipe que por propia voluntad, si bien ni aun casi corporalmente vivía allí». Hacia el año 919 o 920 Genadio renunció al obispado, sucediéndole Fortis. Después se retiró de nuevo al valle del Silencio —donde se encuentra la cueva de San Genadio— a continuar su ascetismo hasta su muerte, acaecida hacia 936 probablemente en Peñalba de Santiago.
Estuvo sepultado en este monasterio hasta que en 1603 la duquesa de Alba María de Toledo, viuda de Fadrique Álvarez de Toledo, exhumó sus restos sin autorización para llevarlos al convento de dominicas de Villafranca; su cabeza, reclamada por el cabildo de Astorga, fue entregada a la catedral en 1621, mientras que su cuerpo fue trasladado al monasterio de Nuestra Señora de la Laura de Valladolid, que derribado en la década de 1980 ocupaba el lugar donde hoy está el Hospital Campo Grande.

## Legado
| «Cuando el Pastor de los pastores apareciere, cuando se sentare a juzgar en el trono de claridad y fortaleza ... os pido encarecidamente que interpongais a mi favor vuestro valimiento ante aquel buen Rey, para que la misericordia sea mayor que el rigor del juicio». |

San Genadio se convirtió en una de las figuras más importantes en el denominado arte mozárabe o arte de repoblación, pues en la zona del Bierzo fue el impulsor de la restauración de San Pedro de Montes y Santa Leocadia de Castañeda y de la fundación de Santiago de Peñalba, Santo Tomás, San Pedro y San Pablo de Castañeda y San Andrés de Montes, a los que legó una nutrida biblioteca que todos ellos debían compartir.
Aclamado como santo poco después de su muerte, las cuevas adonde supuestamente se retiró fueron objeto de veneración por los fieles católicos, que acostumbraban a peregrinar a ellas en romería y a recoger tierra de su suelo, que suponían curativo de las calenturas intermitentes. 
Su festividad se celebraba el 25 de mayo hasta que en la reforma litúrgica de 1969 fue suprimido del santoral, pues no fue canonizado oficialmente, aunque continúa inscrito en ese día en el Martirologio Romano, como santo, si bien permitiendo su culto sólo localmente.
Se le reconoce como el primer santo relacionado con el ajedrez, pues de Peñalba de Santiago proceden las piezas de marfil denominadas Piezas o Bolos de San Genadio, las cuales se consideran las figuras de ajedrez más antiguas de Europa, y que pertenecieron al santo.
| Predecesor: Ranulfo | Obispo de Astorga 899 – 920 | Sucesor: Fortis |